# Lac Bedetti
Pour les articles homonymes, voir Bedetti.
Le lac « Juan de Garay », plus connu sous le nom de  lac Bedetti, est un lac situé à Santo Tomé près de Santa Fe dans le nord-est de l’Argentine.
Il contient un biofilm (ou tapis bactérien) macroscopique d’une couleur verdâtre s’étendant le long des côtes[réf. souhaitée].
Il est désormais presque à sec.